# Western Ford Gateway
Western Ford Gateway è una canzone scritta ed interpretata da Elton John. Il testo è di Bernie Taupin.

## Il brano
È uno dei brani più corti dell'album Empty Sky (dura solo 3:16), e anche la qualità del sound è una delle peggiori di tutto il lavoro. Comunque, si tratta in sostanza di una melodia folk-rock, aperta da un riff di chitarra; viene poi messo in evidenza l'organo Hammond, suonato da Elton. Western Ford Gateway non è mai stata eseguita live.

## Significato del testo
Il testo, lungo solo 18 versi (uno dei più corti del duo), è il primo di una lunga serie: infatti, per la prima volta, Bernie Taupin parla dell'America e descrive un ambiente totalmente americano. Negli anni a venire, tematiche simili saranno un tratto distintivo dei pezzi di Elton (basti vedere Indian Sunset per rendersene conto, per non parlare di Tumbleweed Connection, un intero concept album dedicato al mondo del Far West).

## Musicisti
- Elton John - organo, voce
- Caleb Quaye - chitarra
- Tony Murray - basso
- Roger Pope - batteria